# Мусаев, Альнур Альжапарович
Альнур Альжапарович Мусаев (род. 4 января 1954, Луговое, Джамбулская область, Казахская ССР) — деятель советских и казахских спецслужб, генерал-майор, экс-председатель КНБ Казахстана. В 2008 году заочно осуждён по многочисленным обвинениям, в том числе в действиях, направленных на насильственный захват власти, шпионаже и хищении государственного имущества в крупном размере.

## Биография
Родился в 1954 году в селе Луговое (Луговской район Джамбулской области). Происходит из племени ысты. Учился в сельской школе, затем в средней общеобразовательной школе в Алма-Ате. В 1971—1976 годах — студент горного факультета Казахского политехнического института, который окончил по специальности «экономика и организация горнорудной промышленности». В 1976 году принёс воинскую присягу в Среднеазиатском военном округе, получил звание лейтенанта. В том же году направлен в Южно-Казахстанское геологическое управление Министерства геологии СССР, где до 1979 года работал инженером. Одновременно руководил комсомольской организацией геологов Южного Казахстана.
В 1979 году призван на действительную военную службу в органы КГБ СССР. По окончании Высшей школы КГБ направлен в органы контрразведки КГБ Казахской ССР. В 1984 году, во время ирано-иракской войны, побывал со спецзаданием в Багдаде. В 1986—1989 годах откомандирован в МВД СССР, занимал руководящие должности в структуре 8-го Главного управления МВД.
С 1992 года занимал руководящие посты в различных спецслужбах суверенного Казахстана, в том числе как руководитель спецгруппы КНБ по борьбе с коррупцией при Генеральной прокуратуре Казахстана. Впервые в истории молодого государства в этот период Мусаев лично привлек к уголовной ответственности Председателя нацбанка и Министра экономики РК ряд республиканских депутатов и владельца частного банка. По результатам службы в Спецпрокуратуре ему было присвоено досрочное воинское звание полковника.
Осенью 1994 года новый министр внутренних дел Казахстана Булат Баекенов назначил Мусаева начальником Главного управления по борьбе с организованной преступностью и коррупцией. На следующий год Мусаев занял должность помощника президента, а в 1996 году был переведён в Службу охраны президента как первый заместитель её главы Сата Токпакбаева.
В мае 1997 года сменил на посту председателя КНБ Казахстана отправленного в отставку Дженисбека Джуманбекова. Через неделю получил звание генерала. Вступив в новую должность, сменил всех лиц, занимавших посты заместителей председателя КНБ. Согласно «Энциклопедии спецслужб» (2008), под руководством Мусаева деятельность КНБ резко политизировалась. Он в частности выступил с обвинениями в адрес премьер-министра Казахстана Акежана Кажегельдина. Продолжавшаяся на протяжении 1997 года борьба между КНБ и премьер-министром окончилась отставкой Кажегельдина, ушедшего с поста под угрозой суда по обвинениям в коррупции. В период руководства Мусаева из состава КНБ был выведен департамент разведки, преобразованный в самостоятельную спецслужбу «Барлау», руководитель которой подчинялся напрямую президенту. Внимание привлекла также инициатива Мусаева о резервировании мест заместителей министров во всех республиканских ведомствах за сотрудниками КНБ.
В 1998 году, в преддверии досрочных выборов президента, в силовых структурах Казахстана были совершены перестановки, и вместо Мусаева председателем КНБ был назначен Нуртай Абыкаев — доверенное лицо первого президента Назарбаева. Летом 1999 года, после скандала вокруг продажи КНДР истребителей МиГ-21, Абыкаев был вынужден уйти в отставку, и Мусаев вернулся на пост председателя КНБ. В период его второго пребывания в этой должности КНБ начала играть более активную роль в борьбе за политический и экономический контроль в стране против местных олигархов и оппонентов действующего президента. К началу 2000 года по службе прошла волна увольнений русских сотрудников.
В мае 2001 года в результате очередных перестановок во властных структурах, Мусаев был переведён на пост начальника Службы охраны президента, где сменил Баекенова. В КНБ его должность занял Марат Тажин. В феврале 2002 года в звании генерал-майора ушёл в отставку с должности начальника Службы охраны президента.
Контакты, завязавшиеся между Мусаевым и зятем президента Рахатом Алиевым, также игравшим важную роль в деятельности казахстанских спецслужб, продолжились после отставки Мусаева. Последний с 2001 года входил, в частности, в наблюдательный совет подконтрольного Алиеву телеканала КТК. В мае 2007 года обострился конфликт между Алиевым и руководством страны, и летом того же года после закрытия канала КТК Мусаев (по собственным словам, по совету Алиева, в тот момент занимавшего пост посла Казахстана в Австрии) вылетел из Казахстана в Вену. В августе 2008 года Мусаев вслед за Алиевым был объявлен в международный розыск по делу о похищении сотрудников «Нурбанка». Суд по этому делу начался в ноябре в отсутствие ответчиков.

Мусаев в 2009 году

25 марта 2008 года Мусаев признан военным судом Акмолинского гарнизона виновным в совершении следующих преступлений:
- злоупотребление властью и служебным положением;
- хищение государственного имущества в крупном размере;
- создание и руководство организованной преступной группой;
- хищение огнестрельного оружия и боеприпасов, их незаконное хранение и перевозка;
- незаконное получение и разглашение государственных секретов;
- действия, направленные на насильственный захват власти;
- совершение государственной измены в форме шпионажа.

Заочно приговорен к 20 годам заключения в колонии строгого режима с конфискацией имущества. В мае 2008 года лишён всех воинских званий и наград.
Казахстанские правоохранительные органы направили в Австрию запрос об экстрадиции Мусаева. В сентябре 2008 года в Вене на него было совершено нападение неизвестными лицами, за которым, как первоначально считал сам бывший руководитель КНБ, стояли казахстанские спецслужбы. Спустя год, однако, он уже называл организатором этого и ещё одного нападений Алиева. Он был арестован, но в июле 2015 году оправдан австрийским судом.
Мусаев женат, имеет двух дочерей.